# Boyan
Boyan en bulgare est un prénom masculin. On peut aussi l'écrire en bulgare cyrillique Боян.

## Origine
Le prénom dérive probablement du terme slave Boy qui veut dire bataille, avec le suffixe an commun pour les noms bulgares et slaves,. Il est possible qu'il vienne également du prénom antique Bayan, porté notamment par Bayan,. 
Le nom est très populaire dans les pays slaves. 
La fête du prénom bulgare (en) Boyan est le 28 mars, pour commémorer le saint orthodoxe Enravota (en), premier saint bulgare. 

## Variantes
Une variante féminine du prénom est Boyana, une autre Boyanka. Une variante masculine est Boyko.

## Personnalités notables
- Boyan Yordanov
- Boyan Vodenitcharov
- Boyanka Kostova